# Tarján
Tarján is een plaats (község) en gemeente in het Hongaarse comitaat Komárom-Esztergom. Tarján telt 2828 inwoners (2001).